# Шендеров, Анатолий Яковлевич
Анатолий Яковлевич Шендеров (также известен как Тони Шендер; 9 июня 1967) — советский и российский рок-музыкант, барабанщик. Наиболее известен как участник музыкальных коллективов «Мастер», «Рондо» и «Земляне».

## Биография
Анатолий родился 9 июня 1967 года в Казахской ССР. С 1973 по 1983 год учился в Перелескинской школе. Затем окончил культурно-просветительское училище по специальности хоровое дирижирование. Служил в армии. В 1989 году переехал в Москву.
С 1993 по 1997 год был участником группы «Мастер», в составе которой записал 2 студийных и 1 концертный альбом, а также принимал участие в нескольких юбилейных концертах. Автор музыки песни «Дайте свет!» с альбома «Песни мёртвых».
В 1997—1998 годах вместе с Артуром Беркутом выступал в группе «Zooom».
В 2001 году стал соавтором песен «Твой голос» и «Ты сказала, что не сможешь жить так долго» для альбома «Думать о тебе» группы «Валькирия».
В 1999—2005 годах был барабанщиком группы «Земляне». С 2005 по 2010 год играл в группе «Рондо». Также в 2006 году участвовал в записи двух сольных альбомов Александра Иванова — «Пассажир» и «Это был я».
С октября 2007 года он является официальным эндорсером тарелок UFIP. При игре Анатолий использует барабанные палочки Vater Percussion Xtreme модель XD-5B.
С 2011 по 2018 год выступал в составе «Землян» Владимира Киселёва. За этот период, в 2013 году принял участие в записи альбома «Лучшее и новое»; в 2014 году был награждён медалью ордена «За заслуги перед Отечеством» II степени; в 2017 году был награждён медалью ордена «За заслуги перед Отечеством» I степени.
С 2020 года стал играть в группе «Чёрный Кофе», но в том же году получил приглашение и перешёл в группу «Рондо» Александра Иванова.
В 2022 году принял участие в пропагандистском музыкальном марафоне «Zа Россию» в поддержку развязанной войны на Украине. 1 июня 2022 года Латвия запретила ему въезд в страну из-за поддержки вторжения и оправдывания российской агрессии

## Группы
- «Азазелло» (1989)
- «Мост-Дельта» (1990—1992)
- «Мастер» (1993—1997)
- «Zooom» (1997—1998)
- «Земляне» (1999—2005)
- «Валькирия» (2000—2001)
- «Stinkie» (2003)
- «Самозванка» (2001—2004)
- «Земляне» Владимира Киселёва (2011—2018)
- «Чёрный Кофе» (2020)
- «Рондо» (2005—2010, с 2020)

## Дискография

### Мастер
- «Maniac Party» (1994, APEX)
- «Песни мёртвых» (1996, Flam Records)

Концертные альбомы:
- «Live I» (1995, Бекар)
- «15 лет 1987—2002» (2002)
- «XX лет» (2008)

### Александр Иванов (Рондо)
- «Пассажир» (2006, AI Records)
- «Это был я» (2006 / 2011, AI Records)

### Земляне Владимира Киселёва
- Лучшее и новое (2013, Союз)

### Прочие
- Валькирия «Думать о тебе» (2001)
- Самозванка «Цензура» (2003)
- Stinkie «Герой второго плана» (2004)

## Награды
- Медаль ордена «За заслуги перед Отечеством» II степени (2014)
- Медаль ордена «За заслуги перед Отечеством» I степени (2017)